# Johann Schobert
Johann Schobert (Silèsia, ca 1720 - París, França, 28 d'agost de 1767) fou un compositor alemany.
Morí enverinat, junt a la seva esposa, fill i un domèstic, per haver menjat bolets verinosos que el mateix Schobert havia collit.
Schobert fou, amb Eckardt, el pianista predilecte dels salons de París, i ocupà un lloc d'importància pel valor que donà a la part obligada de piano en la música di camera. Les seves primeres obres foren publicades a París i Londres, i estan concebudes en l'estil de l'escola de Mannheim. La resta d'obres comprenent, sonates per a piano i per a piano i violí; trios per a piano, violí i violoncel: quartets per als mateixos instruments (amb dos violins), i sis concerts per a piano amb orquestra d'arc i dos corns (dos d'ells amb dos oboès i dues flautes).
H. Riemann publicà una col·lecció de les obres de Schobert en el volum XXXIX dels seus Denkm. deutscher Tonk. Schobert també va compondre la comèdia lírica Le gardechasse et le braconnier, representada a París el 1765 amb èxit escàs.
Segons T. de Wyzewa i G. de Saint-Joix, en el seu llibre Un maítre inconnu de Mozart, els quatre primers concerts d'aquest no són més que estudis sobre sonates de Schobert.